# Natale Morzenti
Natale Morzenti (nome completo Sisto Antonio Natale Morzenti; Silvano d'Orba, 8 dicembre 1884 o 1885 – Martinengo, 21 luglio 1947) è stato un pittore italiano.

## Biografia
Nato l’8 dicembre 1884 o 1885 a Silvano d'Orba, dove la famiglia si era temporaneamente trasferita per lavoro, figlio di Ernesto Morzenti, intagliatore e di Angela Cucchi Colleoni, di nobili origini, tornò, ancora bambino a Martinengo (BG) luogo di provenienza della sua famiglia. Tuttavia, la sua infanzia non fu né facile né felice in quanto il padre se ne andò in America senza più dare sue notizie per oltre vent’anni lasciando la madre sola a crescere 3 figli. Dal 1902 studia presso l’Accademia di belle arti “Giacomo Carrara” di Bergamo, allievo di Ponziano Loverini e dove, al terzo anno, nel 1905, vinse il premio Piazzoni e una medaglia d’argento con il suo Gladiatore moribondo per la Scuola delle statue e una medaglia d’argento per il suo Uomo seduto per quella di nudo. Ciò gli permise di frequentare per un anno la Scuola libera del nudo dell’Accademia di belle arti di Roma. Nel 1912 partecipò all’Esposizione Nazionale di Brera, nel 1916 alla Permanente di Milano e nel 1928 espose alla Biennale di Venezia. Nel 1920 si dedicò all’uso di tinte monocrome, raffigurando soprattutto persone umili del mondo agricolo, sofferenti, diseredate. L’artista, oltre alla rappresentazione di autoritratti, figure, scene di ambiente si dedicò anche alla raffigurazione di soggetti a carattere sacro.